# Штайн (Аппенцелль-Аусерроден)
Штайн (нем. Stein AR) — коммуна в Швейцарии, в кантоне Аппенцелль-Ауссерроден. 
Население составляет 1323 человека (на 31 декабря 2006 года). Официальный код  —  3005.